# Allantoisz
Az allantoisz egy üreges, tiszta folyadékkal teli, zsákszerű struktúra, amely a fejlődő embrió konceptusának részét képezi (amely az összes embrionális és extraembrionális szövetből áll). Segíti az embrió gázcseréjét és a folyékony hulladékok kezelését.
A bélcső legutolsó szakasza (vak járat) emberben csökevényes. Madarakban van fontosabb szerepe. Emberben ebből lesz a húgyhólyag, a ligamentum umbilicale mediana-ban lévő urachus pedig az allantoisz maradványa. A fejlődés során az allantoisz vége bevonódik a köldökzsinórba, mikor kialakul, és ez adja a köldökzsinór 3 erét. Ezért az emberi placenta allantochoriális.
Az allantoisz az amnionnal és a chorionnal (más extraembrionális membránok) együtt az embert és más emlősöket, valamint a hüllőket (beleértve a madarakat is) amniótaként azonosítja. A gerincesek közül csak az anamnioták (kétéltűek és a nem háromlábú halak) nem rendelkeznek ezzel a szerkezettel. 